# Opel
Opel (Adam Opel AG) är från början ett tyskt bilmärke grundat 1862 av Adam Opel. Opel köptes upp 1929 av amerikanska General Motors som ägde Opel till mars 2017 då franska Groupe PSA köpte Opel. Idag är Opel en del av fransk-italiensk-amerikanska fordonskoncernen Stellantis. Opel är framförallt en volymbilstillverkare och tillhör sedan länge Europas stora tillverkare.
Några av företagets mest kända modeller är Kadett, Rekord, Vectra och Kapitän. Men har även försökt komma in i sportbilssegmentet med modeller som Opel GT, Opel Manta, Opel Monza, Opel Calibra och Opel Speedster samt lyxbilssegmentet med bilar som Opel Diplomat och Opel Senator.
I Storbritannien säljs inte Opel. Istället säljer Opels brittiska motsvarighet Vauxhall bilar som är identiska med Opel. Detta började man med under 1970-talet. Tidigare var Opel och Vauxhall helt olika märken med skilda modeller och hade enbart ägaren GM som gemensam nämnare.

## Historia

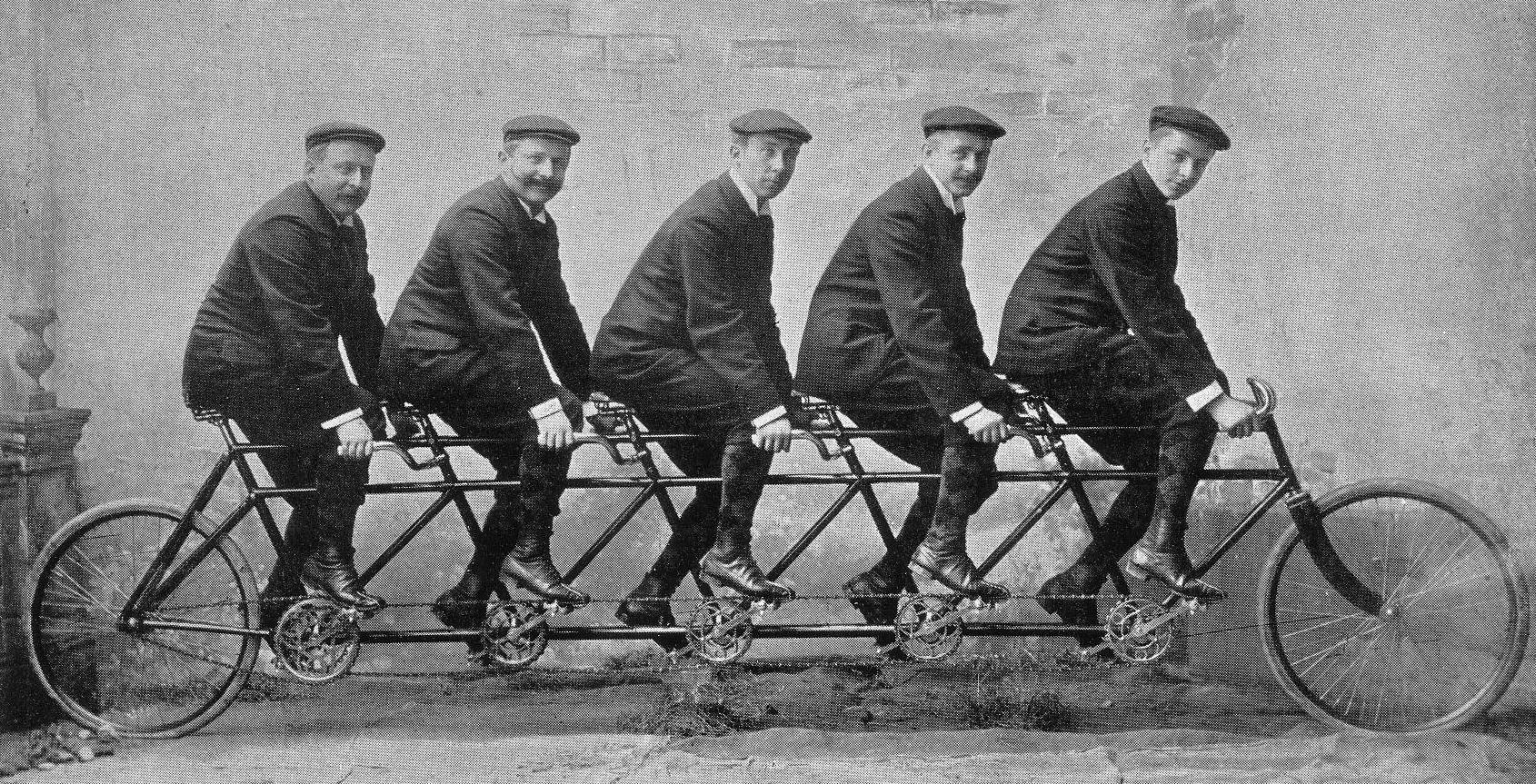
Bröderna Opel satsade på biltillverkning.

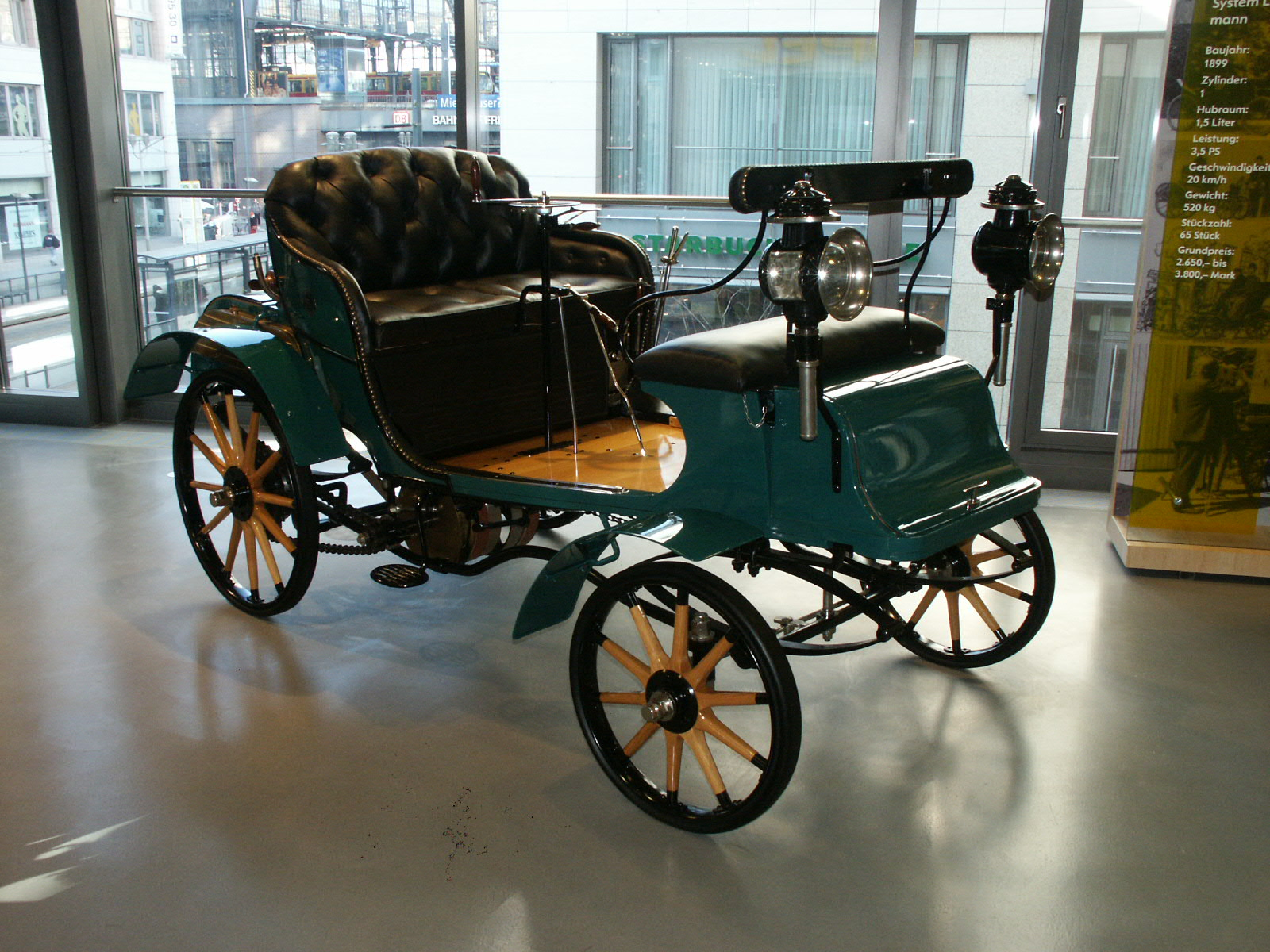
Opel Lutzmann.

Företaget grundades redan 1862 av Adam Opel men var då ingen biltillverkare. Adam Opel började sin yrkesbana som klensmedslärling i sin fars verkstad och hade sedan varit lärling i Belgien och England och sedan i Paris där han en period arbetade i en symaskinsfabrik. När han återkom till sin hemstad grundade han sin egen symaskinsmanufaktur. 1868 gifte han sig med Sophie Marie Scheller, dottern till värdshusvärden Scheller. Med henne fick Adam Opel fem söner: Carl, Wilhelm, Heinrich, Fritz och Ludwig Opel. 1886 började han tillverka cyklar och skaffade sig därmed ytterligare ett ben att stå på. Opel blev snabbt Tysklands största cykeltillverkare. När Adam Opel insjuknade vid 58 års ålder i tyfus och avled tog hustrun Sofie Opel tillsammans med sönerna över ledningen av firman. Fyra år efter Adam Opels död började Opel att tillverka automobiler.

### Uppgången till Europas största biltillverkare
1898 började Adam Opels söner att bygga bilar. Sönerna slog sig in på biltillverkning genom att köpa Anhaltische Motorwagenfabrik som ägdes av Friedrich Lutzmann, en bilpionjär och konstruktör från Dessau som de utsåg till chef. Lutzmann hade då visat sin bil i september 1897 på den första IAA-utställningen. Men Opel förmådde inte att konkurrera med de franska bilarna och man ställde in bilproduktionen. Det dröjde till 1902 innan man genom ett samarbetsavtal med franska Darracq återupptog produktionen under namnet Opel-Darracq. 1902 följde även de första egna konstruktionerna. En första framgång blev Opel 4/8, som användes av många läkare för hembesök och som fick smeknamnet Doktorwagen. 1912 tillverkade Opel 30 000 cyklar och 3 000 bilar.
Under 1920-talet växte Opel till att bli en av Tysklands och därmed Europas stora biltillverkare. Opel fick sin första stora succé i Opel Laubfrosch. Vid Opelfabriken i Rüsselsheim infördes löpande bandet 1924. Under 1920-talet hade Opel några av Europas snabbaste och mest framgångsrika tävlingsbilar i sitt program.

### General Motors ny ägare och andra världskriget

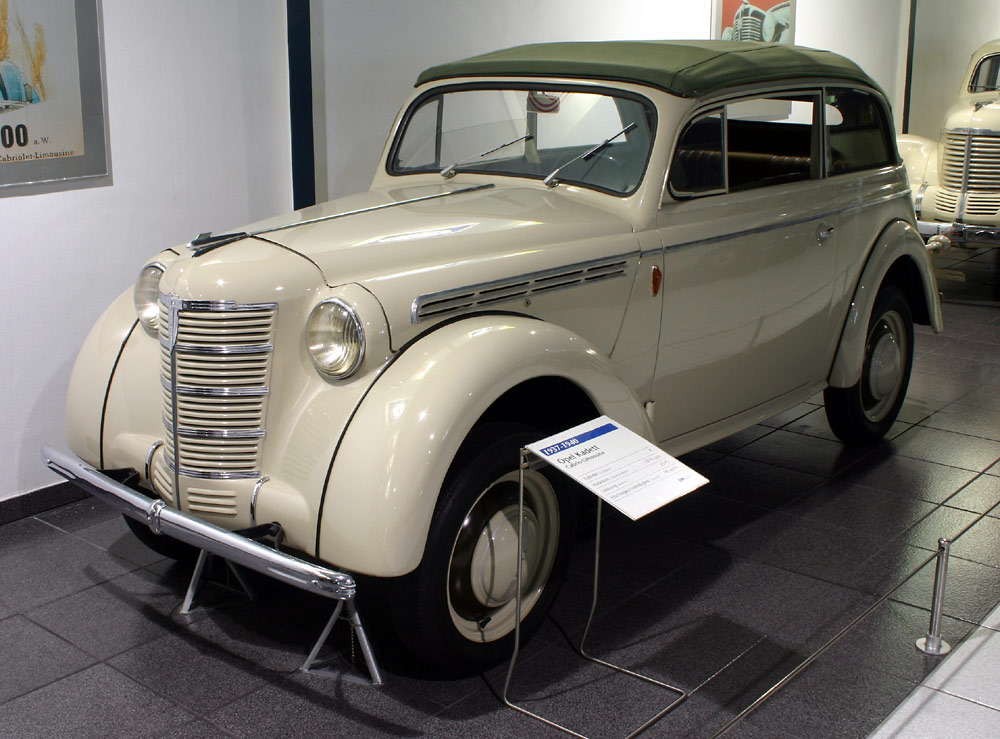
Opel Kadett från 1936.

Opel omvandlades till ett aktiebolag 1928 för att bana vägen för ett övertagande från amerikanska General Motors (GM). 1929 förvärvade GM aktiemajoriteten och 1931 hade GM tagit kontrollen helt. Familjen Opel drog sig tillbaka som ägare men stannade kvar som styrelsemedlemmar och Fritz von Opel verkade som styrelseordförande.
I början av 1930-talet märktes den ekonomiska krisen, Opel gjorde förlust och antalet anställda och produktionen minskade. 1930-talet blev sedan ett framgångsrikt decennium för Opel som följde upp framgångarna med Opel Laubfrosch. Opel kunde med nya modeller som Olympia och Kadett växa till Europas största biltillverkare med en årsproduktion på 120 000 fordon. Opel var inte minst framgångsrikt som exportföretag. I slutet av 1930-talet blev naziregimens inverkan på företaget alltmer påtagligt med stora order på Opels lastbilar från Wehrmacht. Opel byggde även en ny fabrik för att bygga lastbilen Blitz i Brandenburg an der Havel. Vid krigsutbrottet tillverkade Opel modellerna Kadett, Olympia, Kapitän och Admiral. 1940 tillverkades den miljonte Opeln, en Opel Kapitän.
1940 ställdes produktion om till att enbart innefatta krigsproduktion, det vill säga lastbilar (Opel Blitz). Opels fabriker tillverkade även delar till raketer och torpeder under kriget och delar till stridsflygplan. Under kriget arbetade tvångsarbetare i Opelfabrikerna, t.ex. var över hälften av de anställda vid fabriken i Brandenburg tvångsarbetare 1942. I juli och augusti 1944 bombades fabrikerna i Rüsselsheim och Brandenburg an der Havel av allierat flyg.

### Återstart i Rüsselsheim

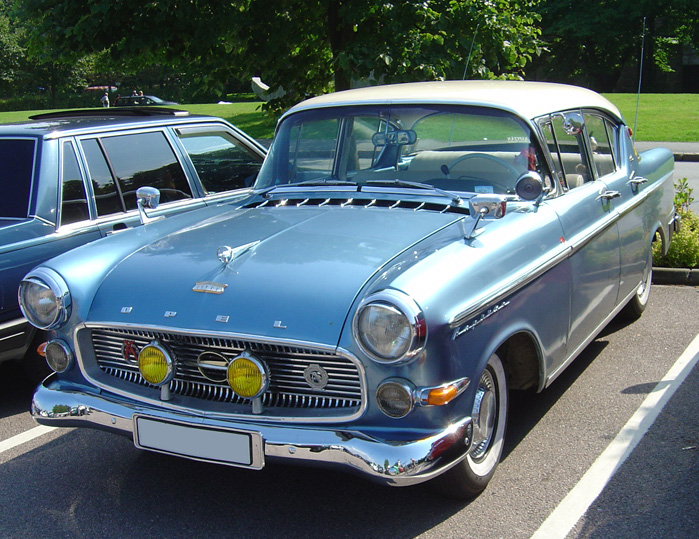
1950-talets Opel Kapitän tog inspiration från GM:s amerikanska modeller.

Efter andra världskriget återupptogs produktionen 1946 när Opel Blitz åter tillverkas. Återstarten var blygsam och man tillverkade i slutet av 1940-talet kylskåp under namnet Frigidaire. Opel-fabriken i Brandenburg togs i krigsskadestånd av Sovjetunionen och monterades ner och fördes till Sovjetunionen där man senare tillverkade den Opel Kadett-modell som lanserades på 1930-talet under namnet Moskvitj. 1947 började man tillverka personbilar igen på order av den amerikanska ockupationsmakten, först förkrigsmodellen Olympia och sedan Kapitän. 1948 återtog General Motors kontrollen över Opel.
Företaget lanserade under 1950-talet nya framgångsrika modeller i de olika segmenten och återtog rollen som ett av de stora tyska bilmärkena. Opel fick efter kriget bygga upp den förstörda fabriken i Rüsselsheim. De nya modeller med sina typiska dollargrin efter de amerikanska bilarna som satte trenden blev typiska för 1950-talets Wirtschaftswunder i Västtyskland. Opel blev även i Sverige ett av de vanligaste bilmärkena. Året 1957 var Opel med 28 390 sålda exemplar Sveriges mest sålda bil och Kapitän Europas och Sveriges mest sålda 6-cylindriga bilmodell. År 1953 presenterades Opel Rekord som tillverkades fram till 1986 då den ersattes av Opel Omega.

### Framgångsåren

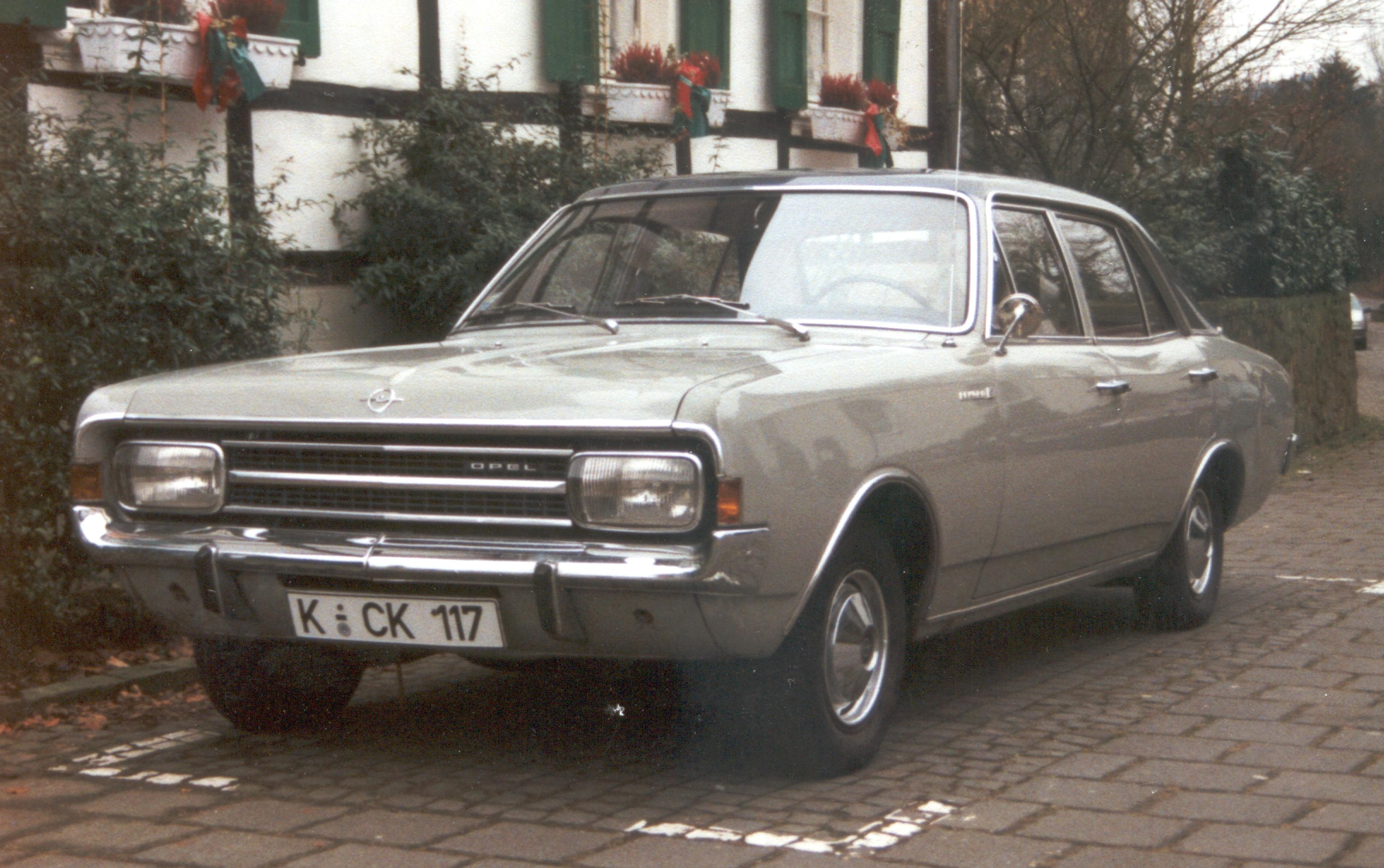
Opel Rekord (1966–1972).

1962 öppnade man åter en ny fabrik efter att under lång tid enbart haft produktion i Rüsselsheim. Bochum blev platsen för Opels Kadett-tillverkning. Den miljonte Kadetten från Bochumverken lämnade bandet redan 1966. 1963 nådde Opel en produktion på 550 000 bilar. 1966 invigde Opel sitt nya testcentrum i Dudenhofen i Hessen. Opel var under 1960-talet Västtysklands nästa största tillverkare efter Volkswagen och var marknadsledare i flera segment. 1964 hade totalt fem miljoner Opel-bilar tillverkats och produktionen gick för högtryck: 1965 hade man tillverkat en halv miljon av Kadett-serien. 1966 öppnades ytterligare en fabrik i Kaiserslautern.
En av Opels stora konkurrenter var Ford i Västtyskland - när Ford stod i begrepp att 1964 lansera Ford Taunus 20 M med V6-motor hade Opel inte sin C-modell av Rekord/A-modell av Commodore klar - det dröjde till 1967 års modell. Detta tvingade Opel att 1964 snabbt visa upp en Rekord A med Kapitäns raka 6-cylindriga 2,6l-motor inpressad i Rekordens trånga motorrum. I detta utförande fanns den i Coupé 6 och fyrdörrars L 6. Dessa varianter fanns även med i Rekord B, 1966. Man satte samman de delar man hade "på hyllan" till en ny 6-cylindrig modell för att möta konkurrensen från Fords 20 M V6 i avvaktan på att A-modellen av Commodore med den nya raka 6-cylindrig 2,5l-motorn kom 1967.
1965 presenterades Opel GT som var företages första moderna sportbil. År 1968 började produktionen och bilen blev en succé och ett klassiskt uttryck lanserades i reklamen Nur fliegen ist schöner. Opel GT är inte det enda tecknet på att Västtyskland och Västeuropa under 1960-talet har blivit starkt ekonomiskt. Opel lanserade "Die grossen drei" ("De tre stora") när man 1964 presenterade de stora modellerna i en gemensam kaross med olika utrustning och motoralternativ Opel Kapitän, Opel Admiral och Opel Diplomat (KAD). Något år senare kom en coupé av Diplomat. Modellerna tog intryck från GM:s amerikanska bilar och GM:s teknik användes i modellerna. 1967 följde man upp dessa med Opel Commodore som är en lyxigare version av Opels Rekord-modell.

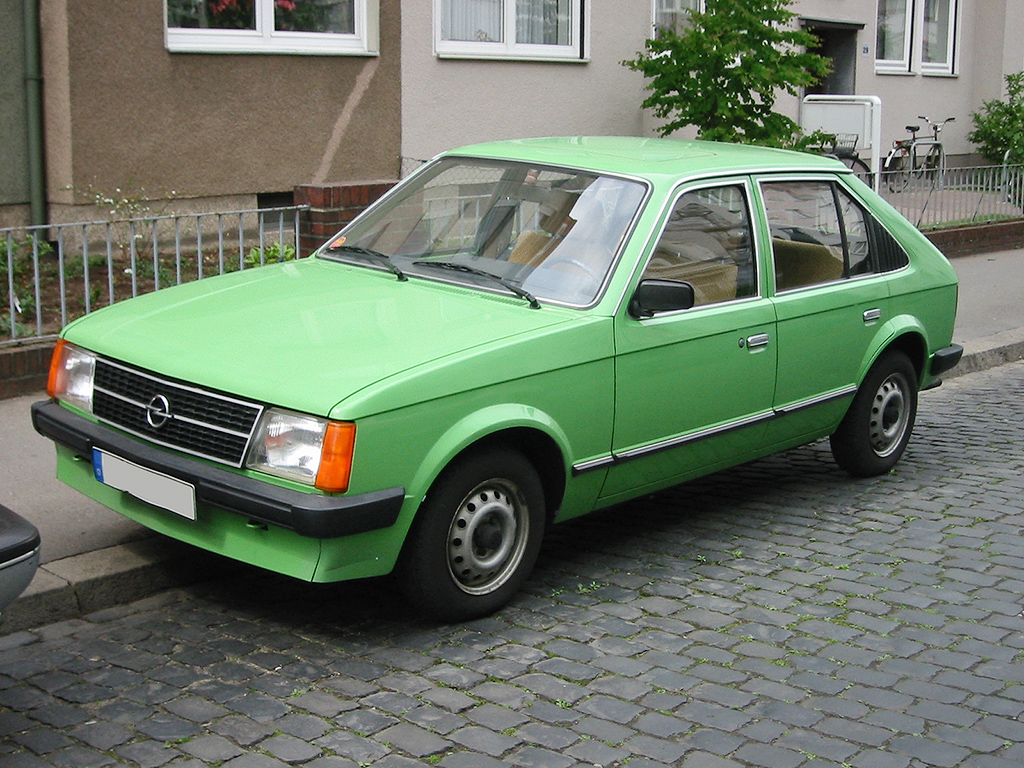
Opel Kadett (1979–1984).

Under 1970-talet fortsatte försäljningsframgångarna med en ny generation av Opel Kadett. I sportsegmentet blev Opel Manta Opels storsäljare efter framgångarna med Opel GT. Ny modell i mellanklassen var Opel Ascona som blev en av de mest framgångsrika Opel-modellerna. 1971 hade Opel totalt tillverkat 10 miljoner bilar och 1972 hade Opel gått om Volkswagen i marknadsandel på den tyska hemmamarknaden. Årsproduktionen var uppe i 878 000 fordon. 59 200 personer arbetade på Opel 1972. 1977 presenteras en ny stor Opel – Opel Senator – vid IAA i Frankfurt am Main. Senator efterträdde Opel Admiral och Opel Diplomat som Opels stora bilar. Senator i coupéversion fick namnet Opel Monza.
Oljekrisen i början av 1980-talet orsakade en kris för Opel som för första gången sedan 1950 gick med förlust och 7500 anställda avskedades. 1983 tillverkades Opels 20 miljonte bil, en Opel Senator. Opel utökade utanför Tyskland då man invigde en ny fabrik i spanska Zaragoza 1982. Under början av 1980-talet minskade försäljningen något och Opel gick med förlust under ett antal år till i slutet på 1980-talet då de nya modellerna med Årets bil Omega och Vectra blev stora försäljningsframgångar. 1982 tog Walter Röhrl hem WRC-titeln i en Opel Ascona 400.

### Kriser och stora nyinvesteringar

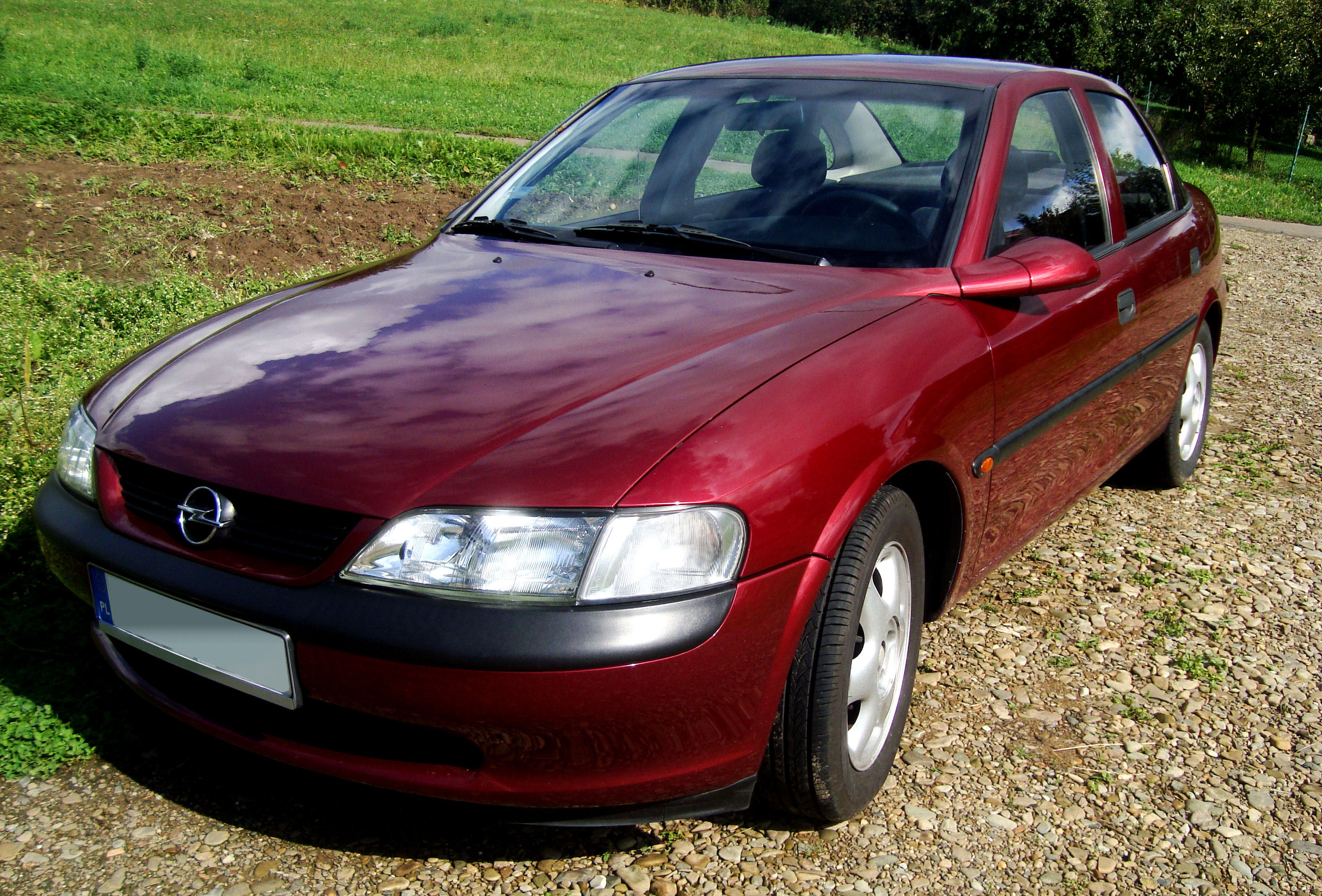
Opel Vectra

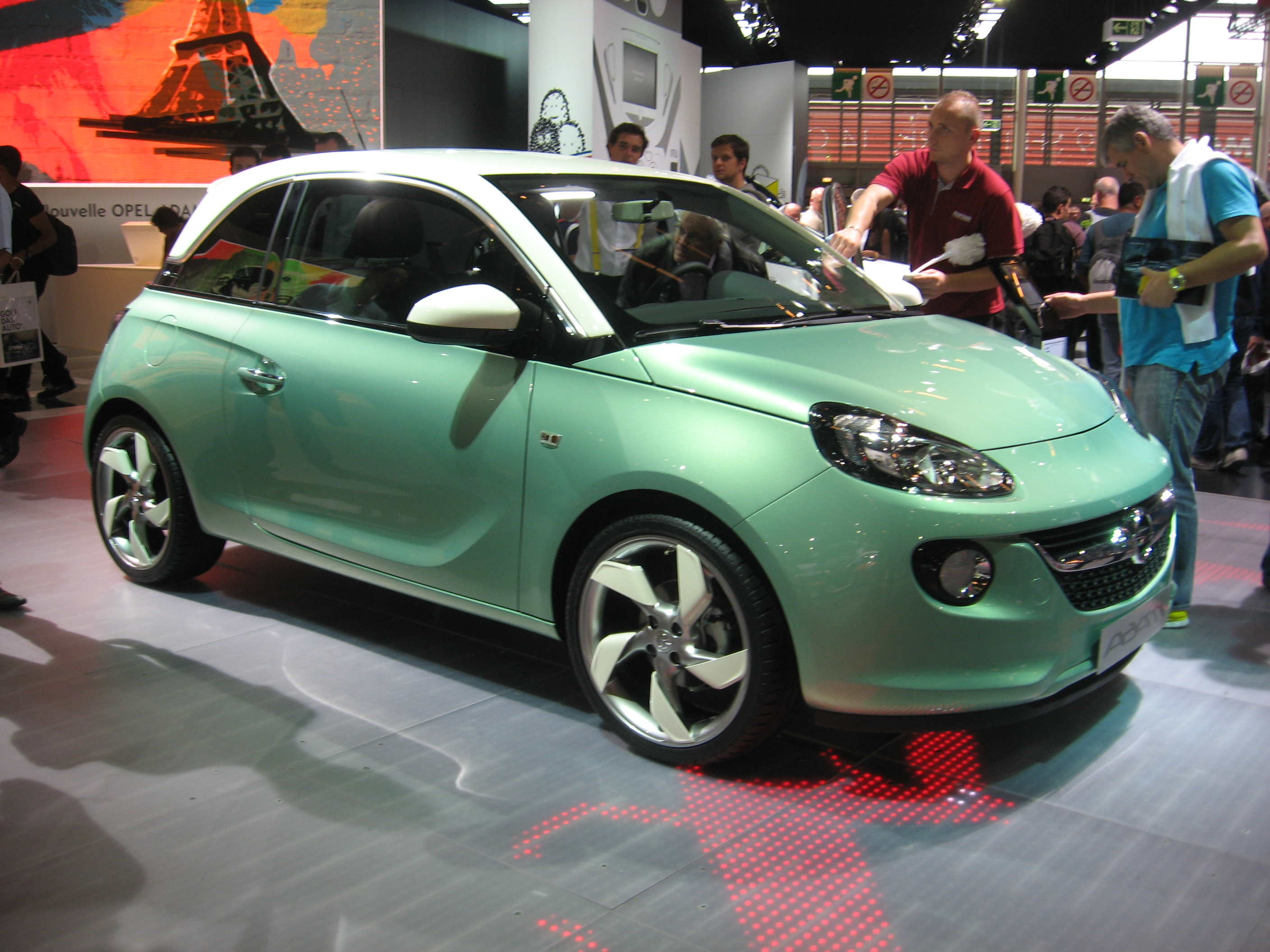
Opel Adam lanserade 2012.

Under början av 1990-talet slog Opel nytt försäljningsrekord med nästan 1,6 miljoner tillverkade fordon. 1990-talet bjöd på förändringar i modellprogrammet där flera klassiska modellnamn som Kadett och Rekord gick i graven och ersattes av nya. Opel Astra blev Kadettens efterträdare och Opels stora utmanare till Volkswagen Golf. Nya biltyper kom in i modellprogrammet som Opel Frontera och Opel Monterey som var Opels första SUV/jeep-modeller. 1992 öppnade Opel en fabrik i Eisenach där Opel Vectra började tillverkas. Opel drabbades av stora kvalitetsproblem som följd av sparåtgärder av Opelchefen José Ignacio López de Arriortúa, som senare gick över till Volkswagen. Bolaget gjorde också misslyckade val gällande marknadsföring, modellutveckling, tillverkning och kvalitetssäkring och hamnade i en kris. Ett annat problem var ett icke fungerande samarbete med det europeiska huvudkontor som GM inrättat i Zürich 1986. Samtidigt hade konkurrensen hårdnat. Resultatet blev att Opels marknadsandel på den tyska hemmamarknaden sjönk från 18,18 procent 1982 till 6,93 procent 2012. Antalet anställda minskade från 44 700 år 1996 till 27 661 tio år senare.
De senaste åren har Opel haft stora problem med en vikande försäljning på viktiga marknader, inte minst den viktiga hemmamarknaden i Tyskland. Opel har lanserat en rad nya modeller för att vända den negativa trenden. Opels negativa resultat har tillsammans med mångmiljardförlusterna i Saab dragit ner GM:s totala resultat. Under Opel-chefen Carl-Peter Forster genomförde Opel projekt Olympia för få fart på företaget. Under 2004 förekom stora strejker bland Opel-anställda sedan GM beslutat om stora besparingar och flyttande av produktion. Framförallt fabriken i Bochum stod i centrum. Facket på Opel gjorde tillsammans med facket på Saab i Trollhättan gemensamma aktioner för att få behålla produktion.
Under senare tid har Opels framtid varit osäker. Sedan det blev klart att GM tvingades försöka sälja Opel uppträdde ett antal spekulanter, främst kanadensiskt/österrikiska Magna som snört ihop ett paket med ett antal ryska, österrikiska och tyska finansiärer. I bakgrunden fanns den högt skuldsatte ryske oligarken Oleg Deripaska, numera helt i händerna på den Kremlkontrollerade Sberbank. Sedan svensken Bo I. Andersson, chef för den ryska bilproducenten GAZ och tidigare inköpschef och viceordförande hos GM, uppträtt som rådgivare åt Derispaska, har GM dragit öronen åt sig och har beslutat behålla kontrollen över Opel (och Vauxhall) till följd av en oväntat snabb återhämtning av GM:s ekonomi.[källa behövs] Modellprogrammet har moderniserats och sågs 2009 som konkurrenskraftigt. I april 2013 meddelade GM investeringar på 34,2 miljarder kronor i Opel i form av nya fabriker, testanläggningar, 23 nya modeller, 13 nya motorer och tre nya växellådor fram till år 2016. I februari 2016 meddelade Opel den största och mest långtgående modelloffensiven i företagets historia med 29 nya modeller mellan 2016 och 2020.
Opel har på senare år satsat stort på solenergi vid sina fabriker. Fabriken i Zaragoza försågs 2008 med världens då största takinstallation av solpaneler, 183 000 m² solpaneler. Sedan dess har bland annat även taket på fabriken vid huvudkontoret i Rüsselsheim försetts med solpaneler, här med en yta av 225 000 m². Opel har det största nätverket av solpaneler i Europa.

### PSA och Stellantis

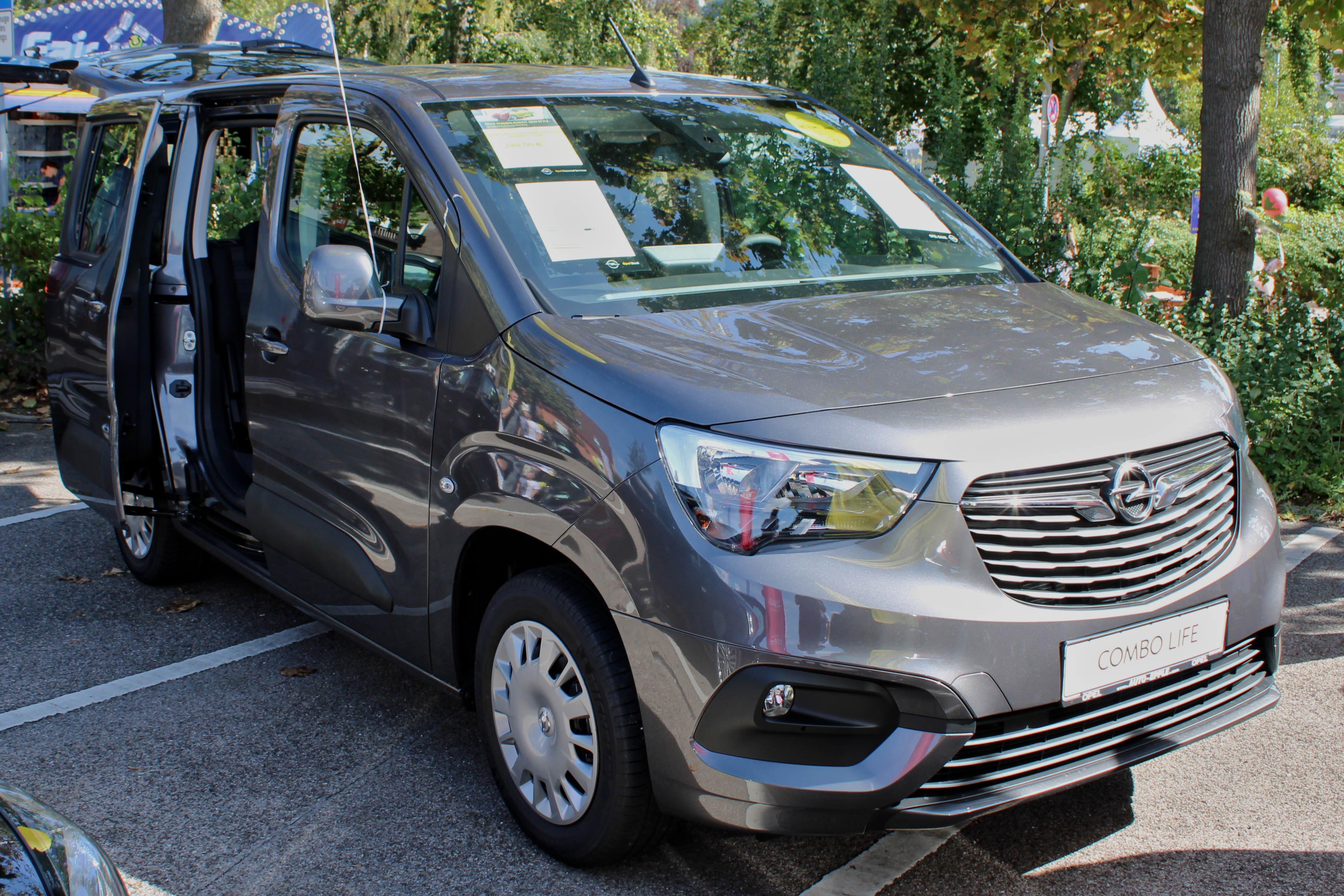
Opel Combo Life (2018)

Den 6 mars 2017 köptes Opel av franska Groupe PSA. I januari 2021 gick Groupe PSA samman med Fiat Chrysler Automobiles, vilket innebar att Opel blev en del av den nya koncernen Stellantis.

## Modeller

### Dagens modellprogram
- Adam
- Ampera
- Astra
- Cascada
- Combo
- Corsa
- Insignia
- Karl
- Meriva
- Mokka
- Movano
- Vivaro
- Zafira

### Historiska modeller
- Admiral
- Agila
- Antara
- Ascona
- Blitz
- Campo
- Calibra
- Commodore
- Diplomat
- Frontera
- GT
- Kadett
- Kapitän
- Laubfrosch
- Manta
- Monza
- Monterey
- Olympia
- Omega
- Rekord
- Senator
- Speedster
- Tigra
- Vectra

### Opels modellnamn
Opel hade tidigare ett system hämtat från marinens olika grader, med den minsta modellen Kadett och ända upp till de största modellerna Kapitän och Admiral. Efterhand kom nya modeller med andra namn som Manta och Ascona. Under 1990-talet skrotades de gamla marin-namnen helt och hållet och istället antogs namn som alla med några undantag slutade på "a" (Astra, Vectra, Frontera etc).

## Opel under andra varumärken
Förutom brittiska Vauxhall har Opel även sålts under andra GM-varumärken runt om i världen. Opel har sålts som Chevrolet i bl a Sydamerika. I Australien säljs Opel under namnet Holden med mer eller mindre modifierade modeller. Holdens mindre modeller och mellanklassmodeller är i princip identiska med motsvarande Opel, medan de större bilarna delvis består av Opel-delar. Under en period fanns Omega i en Cadillac-version för den amerikanska marknaden. GM-ägda Daewoo hade tidigare en modifierad version av Kadett som sin storsäljare.

## Opel och Saab
Opel har fått visst bidrag till utvecklingen av dagens Opel-modeller av Saab, främst Insignia, bromssystem och fyrhjulsdrift, el-plattformar och motortuning. Enligt Opels uppgift var Saab redan bortkopplade ur samarbetet när den Astra som presenterades 2010 utvecklades, Saab uppger 20 % inblandning. Saab har bl a haft Opels dieselmotorer som ersatts av Fiats dieselmotorer. Den första Saaben som delade teknik med Opel-teknik var Saab 900 (Generation 2) som presenterades 1993.
Saab har bidragit till utvecklingen av nya GM-produkter där Opel ingår, främst utprovning, chassietuning och testkörningar.

## Opels företagssymbol
Företagets symbol är en horisontell blixt med en omgivande ring. Den ersatte under 1940- och 1950-talet ett äldre märke med en zeppelinare. Zeppelinare gick ur modet och istället antogs en kraftfull blixt.
Redan 1890 tillverkade Opel en cykel med namnet Blitz (svenska: Blixt). 1931 presenterade man en ny mycket modern lastbil som också fick namnet Blitz. Namnet kombinerade med ett emblem i form av en blixt. 1935 presenterades den legendariska Opel Olympia. Samma år tillverkade Opel sin 500 000:e bil, en Olympia Cabrio-Coach. Denna transporterades av luftskeppet Hindenburg till Rio de Janeiro som förberedelse och reklam för de kommande olympiska sommarspelen 1936 i Berlin. Olympia valdes för detta uppdrag på grund av att den hade låg vikt och för att den var en av världens modernaste bilar. Ingen bil hade tidigare lufttransporterats en så lång sträcka. Till minne av denna historiska händelse kröntes alla Opel från 1936 års modell av en Zeppelinare som kylarprydnad och ett nytt emblem infördes bestående av en olympisk ring genomkorsad av en Zeppelinare. Detta emblem är ännu delvis Opels emblem.
Luftskeppet stiliserades till en smalare pilliknande form under 1950-talet och försågs med en vinklad fena som i bakkanten skapade Z-formen av en blixt och därifrån gjordes det till en blixt på den nya Rekorden 1963. Opels emblem är alltså en olympisk ring genomkorsad av en blixt med anor ända tillbaka till 1890 och likaledes med anor från det berömda luftskeppet Hindenburg.

## Produktionsanläggningar

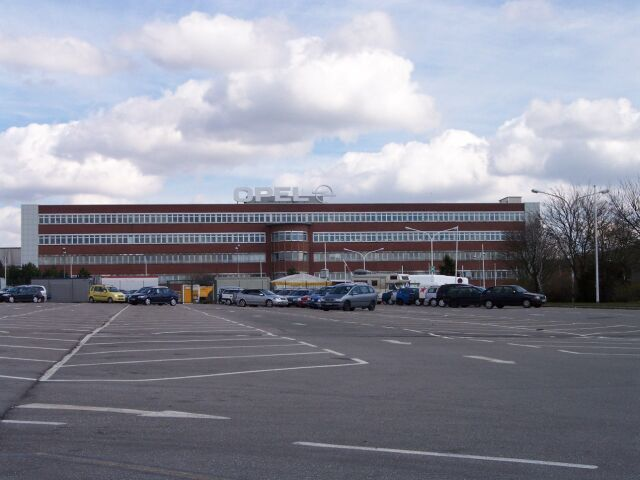
Opels fabrik i Bochum.

### Fabriker i Tyskland
- Rüsselsheim (1862–)

Huvudfabriken där allt en gång började. Här tillverkas Opel Insignia och dess syskonmodell Buick Regal (2008-2010) för USA-marknaden. Sedan 2009 tillverkas Opel Astra här.
- Eisenach (1992–)

Tillverkar Opel Corsa och Opel Adam.
- Bochum (1962–2014)

Tillverkade Opel Zafira som sista bil. 5 december 2014 lades tillverkningen ned. Tillverkade tidigare Opel Astra. 
- Kaiserslautern (1966–)

I Kaiserslautern tillverkas komponenter och motorer.

### Fabriker i Europa utanför Tyskland
- Antwerpen, Belgien (1924–2010, nedlagd)
- Gliwice, Polen (1998–)

Tillverkar Opel Astra och Opel Zafira
- Azambuja, Portugal (1959–)
- Zaragoza, Spanien (1982–)

Tillverkar Opel Corsa, Opel Meriva (-2016) och Opel Mokka 
- Ellesmere Port, Storbritannien (Vauxhall Motors)

Tillverkar Vauxhall Astra/Opel Astra och Vauxhall Astravan
- Luton, Storbritannien (Vauxhall Motors)

Tillverkar Vauxhall Vivaro/Opel Vivaro

## Lastbilsmärket Opel

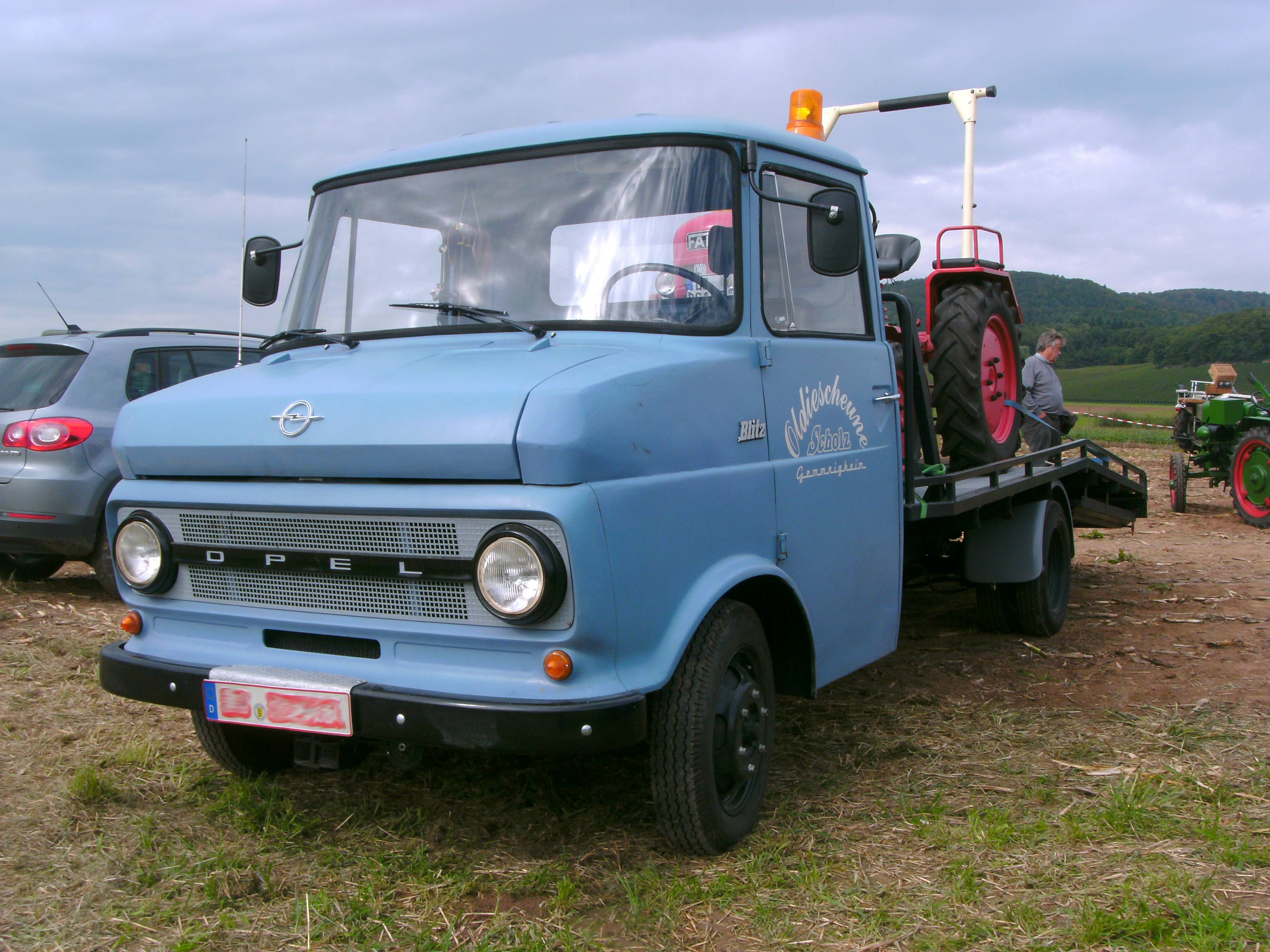
Opel Blitz

Opel tillverkade tidigare även mindre lastbilar med Opel Blitz som den mest kända modellen. Den första generationen Opel Blitz kom att bli en av de vanligaste lastbilarna i den tyska krigsmakten Wehrmacht under 1930-talet och Andra världskriget. Efter 1945 återupptogs produktionen och modellen förnyades med jämna mellanrum. 
1965 presenterades den sista generationen Opel Blitz men den dåliga försäljningen gjorde att Opel valde att lägga ner sin tillverkning av lätta lastbilar. Produktionen upphörde 1975. General Motors valde samtidigt att strukturera om sin verksamhet och Bedford fick ansvaret för nyttofordon. 1973–1987 såldes Bedford Blitz som ersättare för Opel Blitz.

## Opel i Rüsselsheim
Opels roll i hemstaden Rüsselsheim är påtaglig. Det finns stora likheter med forna tiders bruksorter med en dominerade arbetsgivare. Det finns flera olika föreningar med anknytning till Opel som till exempel SV Opel 06 Rüsselsheim.

## Opel Performance Center

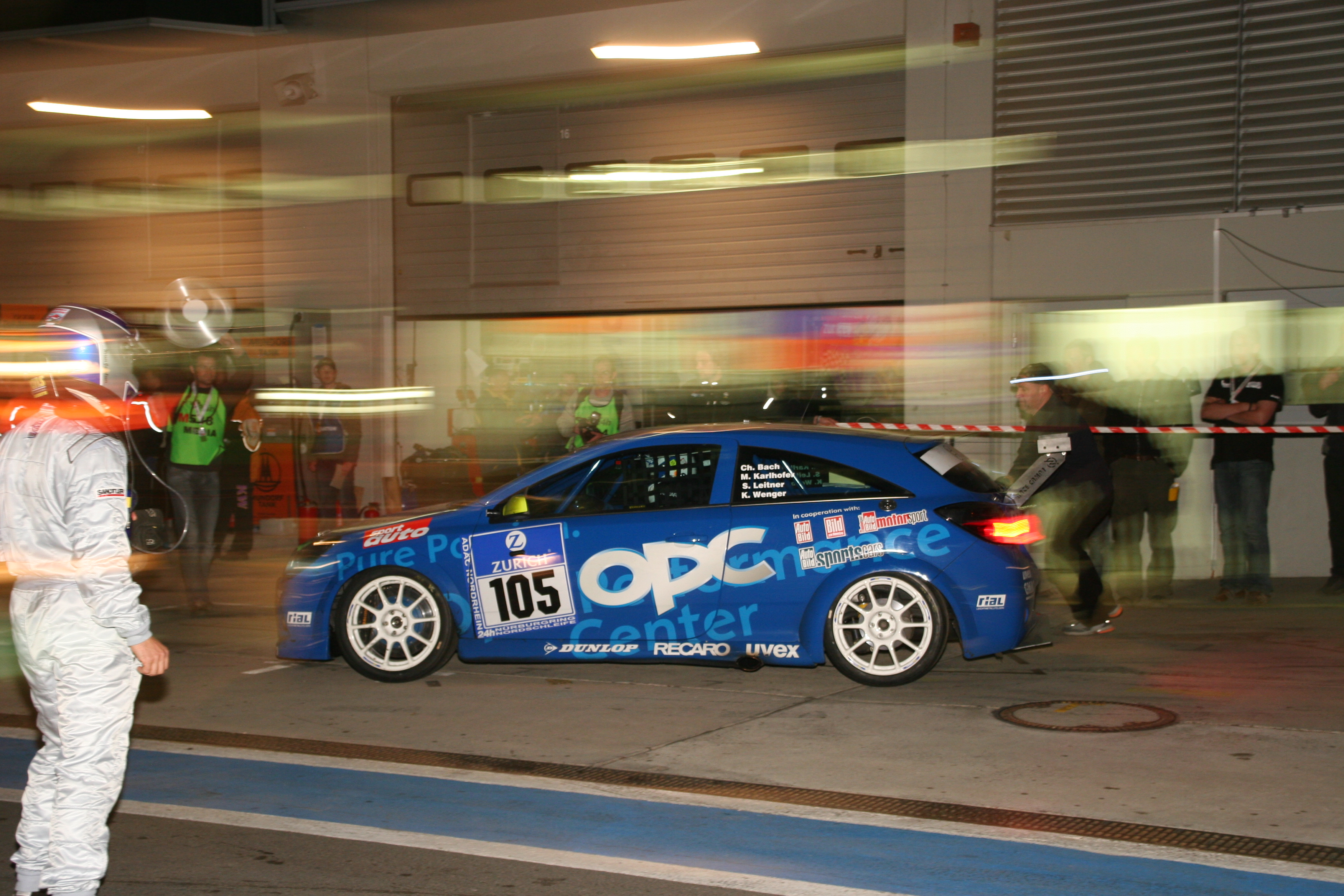
Boxenstopp 24-Stunden-Rennen 2008

Opel Performance Center har hand om Opels aktiviteter inom motorsporten. Opel Performance Center hette tidigare Opel Motorsport.
Opel har bl a deltagit i standardvagnsmästerskapet ITC/DTM vars mästerskap man vann 1996 i överlägsen stil med modellen Calibra, vid en av tävlingarna på Norisringbanan var alla de första fem bilarna över mållinjen Opel Calibra. 1995 vann man även Brittiska BTCC med Vectra.
Från år 2000 är OPC Opels specialavdelning som utvecklar supersportversioner av de flesta av Opels modeller.
De båda minibussarna Meriva och Zafira har i OPC-versioner varit de starkaste och snabbaste bilarna i världen i sina respektive klasser, nästan helt utan någon motsvarighet i bilvärlden. Även Vectra OPC var under några år världens starkaste och snabbaste framhjulsdrivna bil. I dag är den snabbaste OPC-modellen Insignia OPC med en toppfart på 274 km/t.
 2012 kom Astra GTC OPC med 280 hk som tagits fram i samarbete med Opels gamla samarbetspartner Brittiska Lotus och som skall vara speciellt utvecklad för maximala prestanda på tävlingsbanor.

## Opels sponsring
Opel har genom åren haft stora sponsorsprogram. Man satsade stora summor på sponsring av flera storklubbar inom fotbollen som till viss del finns kvar idag. Tidigare sponsrade man även FC Bayern München (1990–2002) men drog sig ur då det blev mycket kostsamt för företaget som gick dåligt ekonomiskt. I basket sponsrar man Opel Skyliners. Opel har haft en egen avdelning för företagets engagemang inom sport.

## Opel i populärkulturen
Som ett av de vanligaste bilmärkena har Opel ofta dykt upp i film och litteratur - ofta med rollen av en lite enklare och mindre prestigefylld bil. I den svenska TV-serien "Sinkadus" är det en Opel Rekord som står i centrum när huvudpersonen parkerar sin bil i ett parkeringshus och av misstag får ett rånbyte i form av ett lass guldtackor lastat i bagageutrymmet. I TV-serien "Macken" är det en vit Opel som har kommit bort sedan en annan kund råkat ta fel bil hem från verkstaden och inte lyckas starta den när han ska lämna tillbaka den.
Opel är även en modell som förekommer i Tintin, exempelvis i "De sju kristallkulorna" och "Kung Ottokars spira".

## Opels slogans
- Wir leben Autos
- Look at Opel now!
- Fresh thinking better cars
- Egentligen borde alla köra Opel
- En General Motors-produkt
- Opel att lita på - nu och i framtiden
- Entdecke Opel (Discover Opel)
- Das Auto
- Opel - För skönheten kommer inifrån
- Opel - Ett sätt att ha det bra
- Nur Fliegen ist schöner (Opel GT)